# Пам'ятник літак Л-29 (Вільнянськ)

Пам'ятник літак Л-29, м. Вільнянськ, 2017 р.

Пам'ятник літака Л-29 після реконструкції, 2020 р.

Пам'ятник літак Л-29 («Дельфін») — у місті Вільнянськ Запорізької області. Він встановлений у міському парку в 2010 році на відзначення 170-річчя з дня заснування міста Вільнянська і 67-ї річниці визволення від німецьких загарбників. Пам'ятник присвячений також воїнам-інтернаціоналістам.